# 况玉纯
况玉纯（1913年—1989年4月18日），湖北省黄安（今红安）县华家河镇熊河村况家河湾人，中国人民解放军开国少将。
1930年參加中国工农红军，1930年入党。参加长征、红西路军。曾任中国人民解放军总后勤部营房部副部长。1955年，授予中国人民解放军少将。1988年7月，授予中国人民解放军一级红星功勋荣誉章。1989年4月18日逝世，终年76岁。 